# Suwon FC
Suwon Football Club (kor. 수원시민프로축구단) – południowokoreański klub piłkarski, grający w K League 1, mający siedzibę w mieście Suwon.

## Sukcesy
- K League 2
  - wicemistrzostwo (1): 2015
- Korea National League
  - mistrzostwo (1): 2010
  - wicemistrzostwo (3): 2005, 2007, 2008

## Stadion
Domowe mecze klub rozgrywa na stadionie Suwon Civic Stadium, który może pomieścić 27100 widzów.